# Bulbophyllum bifarium
Bulbophyllum bifarium är en orkidéart som beskrevs av Joseph Dalton Hooker. Bulbophyllum bifarium ingår i släktet Bulbophyllum och familjen orkidéer. IUCN kategoriserar arten globalt som sårbar. Inga underarter finns listade i Catalogue of Life.